# KK Jolly Jadranska Banka
O Košarkaški klub Jolly Jadranska Banka (português: Jolly Jadrankska Banka Basquetebol Clube) é um clube profissional de basquetebol sediado na cidade de Šibenik, Condado de Šibenik-Knin, Croácia que atualmente disputa a Liga Croata. Foi fundado em 2009 e manda seus jogos na Dvorana Baldekin que possui 1500 espectadores.
.

## Temporada por Temporadas
| Temporada | Nível | Liga     | Pos. | Pós Temporada | Copa da Croácia | Competições Europeias |
| --------- | ----- | -------- | ---- | ------------- | --------------- | --------------------- |
| 2012–13   | 1     | A-1 Liga | 4    | Semifinalista |                 | –                     |
| 2013–14   | 1     | A-1 Liga | 3    | Semifinalista |                 | –                     |